# Spojení a průsek

Tento Hasseův diagram zobrazuje částečně uspořádanou množinu se čtyřmi prvky: a, b, největší prvek a b rovný spojení a a b, a nejmenší prvek a b rovný průseku a a b. Spojení největšího prvku s libovolným prvkem se rovná největšímu prvku, a průsek nejmenšího prvku s libovolným prvkem je nejmenší prvek. Průsek největšího prvku s libovolným prvkem se rovná tomu druhému prvku a spojení nejmenšího prvku s libovolným prvkem se rovná tomu druhému prvku. Tedy každá dvojice v této uspořádané množině má jak průsek tak spojení, a uspořádaná množina tvoří svaz.

V matematice, konkrétně v teorii uspořádání, spojení podmnožiny {\displaystyle S} uspořádané množiny {\displaystyle P} je supremum (nejmenší horní závora) množiny {\displaystyle S,} které značíme {\textstyle \bigvee S.} A obdobně průsek podmnožiny {\displaystyle S} je infimum (největší dolní závora), které značíme {\textstyle \bigwedge S.} Spojení a/nebo průsek podmnožiny částečně uspořádané množiny nemusí vždy existovat. Spojení a průsek jsou navzájem duální podle uspořádání inverzní.
Částečně uspořádaná množina, v níž má každá dvojice prvků supremum neboli spojení, nazýváme spojový polosvaz. Duálně, částečně uspořádaná množina, v níž má každá dvojice prvků infimum neboli průsek, nazýváme průsekový polosvaz. Částečně uspořádanou množinu, která je jak spojovým polosvazem tak průsekovým polosvazem nazýváme svaz. Svaz, ve kterém nejen každá dvojice, ale i každá podmnožina má průsek a spojení je úplný svaz. Je také možné definovat částečný svaz, ve kterém všechny dvojice prvků nemusí mít průsek nebo spojení, ale tyto operace (pokud jsou definovány) vyhovují určitým axiomům.
V případě lineárně uspořádané množiny je spojení resp. průsek podmnožiny prostě největší resp. nejmenší prvek její podmnožiny, pokud takový prvek existuje.
Pokud podmnožina {\displaystyle S} částečně uspořádané množiny {\displaystyle P} je také (nahoru) usměrněná, pak se její spojení (pokud existuje) nazývá orientované spojení nebo orientované supremum. Duálně, pokud {\displaystyle S} je dolů usměrněná množina, pak se její průsek (pokud existuje) nazývá orientovaný průsek nebo orientované infimum.

## Definice

### Pro částečně uspořádané množiny
Nechť {\displaystyle A} je množina s částečným uspořádáním {\displaystyle \,\leq ,\,} a nechť {\displaystyle x,y\in A.} Prvek {\displaystyle m} množiny {\displaystyle A} se nazývá spojení (nebo největší dolní závora nebo infimum) množiny {\displaystyle \{x,y\}} a značí se {\displaystyle x\wedge y,} pokud jsou splněny následující dvě podmínky:
1. {\displaystyle m\leq x{\text{ a }}m\leq y} (tj. {\displaystyle m} je dolní závora množiny {\displaystyle \{x,y\}}).
2. Pro libovolný {\displaystyle w\in A,} pokud {\displaystyle w\leq x{\text{ a }}w\leq y,} pak {\displaystyle w\leq m} (tj. {\displaystyle m} je větší nebo rovno jiné dolní závoře množiny {\displaystyle \{x,y\}}).

Průsek nemusí existovat, buď protože dvojice nemá vůbec žádnou dolní závoru, anebo protože žádná z dolních závor není větší než všechny ostatní. Pokud však existuje průsek množiny {\displaystyle \{x,y\},} pak je jediný, protože, pokud oba {\displaystyle m{\text{ a }}m^{\prime }} jsou největší dolní závory množiny {\displaystyle \{x,y\},} pak {\displaystyle m\leq m^{\prime }{\text{ a }}m^{\prime }\leq m,} a tedy {\displaystyle m=m^{\prime }.} Pokud všechny dvojice prvků z {\displaystyle A} nemají průsek, pak průsek můžeme stále chápat jako částečnou binární operaci na {\displaystyle A.}
Pokud průsek existuje, značí se {\displaystyle x\wedge y.} Pokud všechny dvojice prvků z {\displaystyle A} mají průsek, pak je průsek binární operací na {\displaystyle A,} a lze snadno vidět, že toto operace splňuje následující tři podmínky: Pro libovolné prvky {\displaystyle x,y,z\in A,}
1. {\displaystyle x\wedge y=y\wedge x} (komutativita),
2. {\displaystyle x\wedge (y\wedge z)=(x\wedge y)\wedge z} (asociativita), a
3. {\displaystyle x\wedge x=x} (idempotence).

Spojení jsou definovaný duálně s spojení množiny {\displaystyle \{x,y\},} pokud existuje, značí se {\displaystyle x\vee y.}
Prvek {\displaystyle j} množiny {\displaystyle A} je spojení (nebo nejmenší horní závora nebo supremum) množiny {\displaystyle \{x,y\}} v {\displaystyle A} pokud jsou splněny následující dvě podmínky:
1. {\displaystyle x\leq j{\text{ a }}y\leq j} (tj. {\displaystyle j} je horní závora {\displaystyle \{x,y\}}).
2. Pro libovolné {\displaystyle w\in A,} pokud {\displaystyle x\leq w{\text{ a }}y\leq w,} pak {\displaystyle j\leq w} (tj. {\displaystyle j} je menší nebo rovno jiné horní závoře {\displaystyle \{x,y\}}).

### Algebraická definice
Podle definice Binární operace {\displaystyle \,\wedge \,} na množina {\displaystyle A} je spojení, pokud splňuje tři podmínky a, b a c. Dvojice {\displaystyle (A,\wedge )} pak je průsekový polosvaz. Navíc pak můžeme definovat binární relaci {\displaystyle \,\leq \,} na A, by uvádí, že {\displaystyle x\leq y} právě tehdy, když {\displaystyle x\wedge y=x.} Tato relace je vlastně částečným uspořádáním na {\displaystyle A.} Skutečně, pro libovolné prvky {\displaystyle x,y,z\in A,}
- {\displaystyle x\leq x,} protože {\displaystyle x\wedge x=x} podle c;
- pokud {\displaystyle x\leq y{\text{ a }}y\leq x} pak {\displaystyle x=x\wedge y=y\wedge x=y} podle a; a
- pokud {\displaystyle x\leq y{\text{ a }}y\leq z} pak {\displaystyle x\leq z} od té doby {\displaystyle x\wedge z=(x\wedge y)\wedge z=x\wedge (y\wedge z)=x\wedge y=x} podle b.

Průseky i spojení také vyhovují této definici: dvojice souvisejících operací průseku a spojení dávají částečná uspořádání, která jsou svým vzájemným opakem. Při výběru jednoho z těchto uspořádání jako hlavního také fixujeme, kterou operaci považujeme za průsek (tu, která dává stejné uspořádání), a kterou považujeme za spojení (tu druhou).

### Ekvivalence přístupů
Pokud {\displaystyle (A,\leq )} je uspořádaná množina taková, že každá dvojice prvků v {\displaystyle A} má průsek, pak skutečně {\displaystyle x\wedge y=x} právě tehdy, když {\displaystyle x\leq y,} protože ve druhém případě skutečně {\displaystyle x} je dolní závorou {\displaystyle \{x,y\},} a protože {\displaystyle x} je největší dolní závora právě tehdy, když je dolní závora. Částečné uspořádání definované průsekem v přístupu vycházejícím z univerzální algebry se tedy shoduje s původní částečným uspořádáním.
Opačně, pokud {\displaystyle (A,\wedge )} je průsekový polosvaz, a částečné uspořádání {\displaystyle \,\leq \,} je definované jako v přístupu vycházejícím z univerzální algebry, a {\displaystyle z=x\wedge y} pro nějaké prvky {\displaystyle x,y\in A,} pak {\displaystyle z} je největší dolní závorou množiny {\displaystyle \{x,y\}} s uspořádáním {\displaystyle \,\leq ,\,} protože
{\displaystyle z\wedge x=x\wedge z=x\wedge (x\wedge y)=(x\wedge x)\wedge y=x\wedge y=z}
a proto {\displaystyle z\leq x.}
Obdobně {\displaystyle z\leq y,} a pokud {\displaystyle w} je jiná dolní závora množiny {\displaystyle \{x,y\},} pak {\displaystyle w\wedge x=w\wedge y=w,} protože
{\displaystyle w\wedge z=w\wedge (x\wedge y)=(w\wedge x)\wedge y=w\wedge y=w.}
Existuje tedy průsek definovaný částečným uspořádáním definovaným původním průsekem, a oba průseky se shodují.
Jinými slovy, oba přístupy dávají v zásadě stejný výsledek, množinu opatřenou binární relací a binární operací, přičemž každá ztěchto struktur určuje tu druhou, a splňuje podmínku pro částečné uspořádání, respektive pro průseky.

## Průseky obecných podmnožin
Pokud {\displaystyle (A,\wedge )} je průsekový polosvaz, pak průsek může být rozšířena dobře definovaný průsek libovolné neprázdné konečné množiny, postupem popsaným v opakovaný binární operace. Alternativně, pokud průsek definuje nebo je definovaný vztahem částečné uspořádání, některé podmnožiny {\displaystyle A} skutečně mít infima podle toto, a je významné považovat takový infimum jako průsek podmnožiny. Pro neprázdné konečné podmnožiny, dva přístupy dává stejný výsledek, a tak jak může být převzaté jako definice průsek. V případě, kdy každá podmnožina {\displaystyle A} má průsek, vlastně {\displaystyle (A,\leq )} je Úplný svaz; pro detaily, viz úplnost (uspořádání teorie).

## Příklady
Pokud je nějaká potenční množina {\displaystyle \wp (X)} částečně uspořádaná obvyklým způsobem (inkluzí, tj. relací {\displaystyle \,\subseteq }) pak spojení jsou sjednocení a průseky jsou průniky; při znázornění pomocí symbolů {\displaystyle \,\vee \,=\,\cup \,{\text{ a }}\,\wedge \,=\,\cap \,} (kde podobnost těchto symbolů může posloužit pro zapamatování, že {\displaystyle \,\vee \,} označuje spojení neboli supremum a {\displaystyle \,\wedge \,} průsek neboli infimum).
Obecněji, za předpokladu, že {\displaystyle {\mathcal {F}}\neq \varnothing } je systém podmnožin nějaké množiny {\displaystyle X,} který je částečně uspořádaný inkluzí {\displaystyle \,\subseteq .\,}
Pokud {\displaystyle {\mathcal {F}}} je uzavřený pro libovolná sjednocení a libovolné průniky, a pokud {\displaystyle A,B,\left(F_{i}\right)_{i\in I}} patří do {\displaystyle {\mathcal {F}}} pak
{\displaystyle A\vee B=A\cup B,\quad A\wedge B=A\cap B,\quad \bigvee _{i\in I}F_{i}=\bigcup _{i\in I}F_{i},\quad {\text{ a }}\quad \bigwedge _{i\in I}F_{i}=\bigcap _{i\in I}F_{i}.}
pokud však systém {\displaystyle {\mathcal {F}}} není uzavřený pro sjednocení, pak {\displaystyle A\vee B} existuje v {\displaystyle ({\mathcal {F}},\subseteq )} právě tehdy, když existuje jediný {\displaystyle \,\subseteq }-nejmenší {\displaystyle J\in {\mathcal {F}}} takový, že {\displaystyle A\cup B\subseteq J.}
Pokud například {\displaystyle {\mathcal {F}}=\{\{1\},\{2\},\{1,2,3\},\mathbb {R} \}} pak {\displaystyle \{1\}\vee \{2\}=\{1,2,3\},} zatímco pokud {\displaystyle {\mathcal {F}}=\{\{1\},\{2\},\{1,2,3\},\{0,1,2\},\mathbb {R} \}} pak {\displaystyle \{1\}\vee \{2\}} neexistuje, protože množiny {\displaystyle \{0,1,2\}{\text{ a }}\{1,2,3\}} jsou jediné horní závory množiny {\displaystyle \{1\}{\text{ a }}\{2\}} v {\displaystyle ({\mathcal {F}},\subseteq )} což by mohlo případně být nejmenší horní závora {\displaystyle \{1\}\vee \{2\}} ale {\displaystyle \{0,1,2\}\not \subseteq \{1,2,3\}} a {\displaystyle \{1,2,3\}\not \subseteq \{0,1,2\}.}
Pokud {\displaystyle {\mathcal {F}}=\{\{1\},\{2\},\{0,2,3\},\{0,1,3\}\}} pak {\displaystyle \{1\}\vee \{2\}} neexistuje, protože neexistuje žádná horní závora množin {\displaystyle \{1\}{\text{ a }}\{2\}} v {\displaystyle ({\mathcal {F}},\subseteq ).}